# Comedown (singolo)
Comedown è un singolo del gruppo rock britannico Bush, pubblicato nel 1995 ed estratto dall'album Sixteen Stone.

## Tracce
CD (AUS)
Testi e musiche di Gavin Rossdale.
1. Comedown – 5:27
2. Comedown (acoustic) – 4:21

## Video musicale
Il videoclip della canzone è stato diretto da Jake Scott.